# Parco nazionale del Velebit settentrionale
Il parco nazionale del Velebit settentrionale (Sjeverni Velebit) è il più giovane parco nazionale della Croazia. Fu fondato nel 1999 ed è attivo dal settembre dello stesso anno.
Si sviluppa per 109 km² nella parte settentrionale dei monti del Velebit, la più grande catena montuosa della Croazia interamente protetta da un parco naturale, un'area protetta con vincoli minori. Nelle vicinanze esiste anche il parco nazionale di Paklenica, nella zona meridionale del Velebit.